# Utterviksholmen
Utterviksholmen är en ö i Finland. Den ligger i Finska viken och i kommunen Kyrkslätt i den ekonomiska regionen  Helsingfors i landskapet Nyland, i den södra delen av landet. Ön ligger omkring 33 kilometer sydväst om Helsingfors.
Öns area är 0,4 hektar och dess största längd är 120 meter i nord-sydlig riktning.